# Prionoplus reticularis

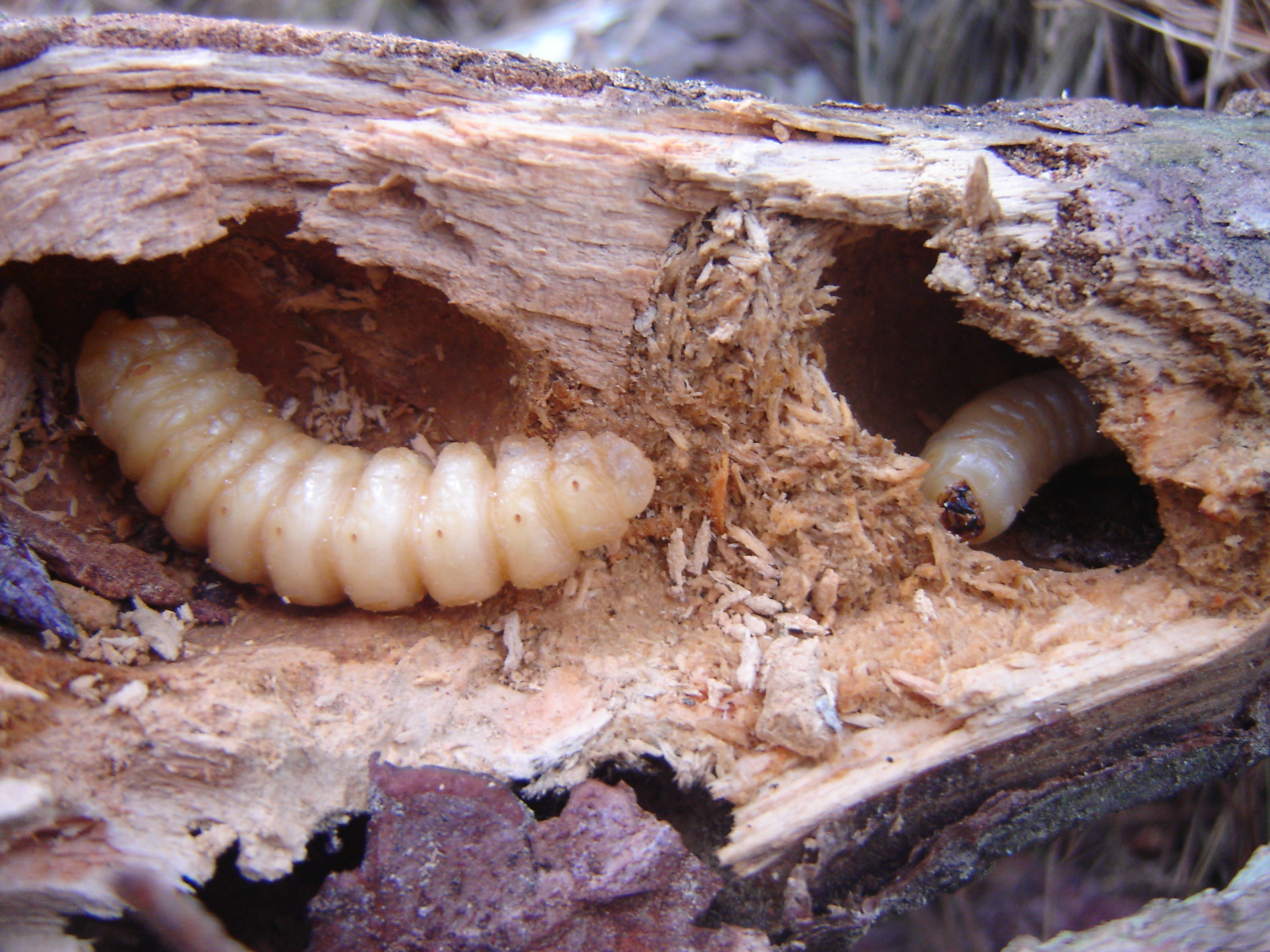
huhu grubs

Prionoplus reticularis là loài bọ cánh cứng lớn nhất bản địa New Zealand, nó là một loài thuộc họ Bọ cánh cứng sừng dài (Cerambycidae). Người Māori gọi nó là pepe tunga.
Ấu trùng màu hơi trắng có chiều dài đến 70 mm và gỗ mục của hơn 14 loài gymnospermae và hai angiospermae (Acacia mearnsii và Beilschmiedia tawa). Các cây chủ bản địa đều liên quan đến rừng podocarp đất thấp.. Con bọ cánh cứng này hoạt động nhất về đêm và bị hấp dẫn bởi ánh đèn của khu nhà ở.